# Nerchau
Die Stadt Nerchau ist heute ein Ortsteil der Großen Kreisstadt Grimma im sächsischen Landkreis Leipzig.

## Lage

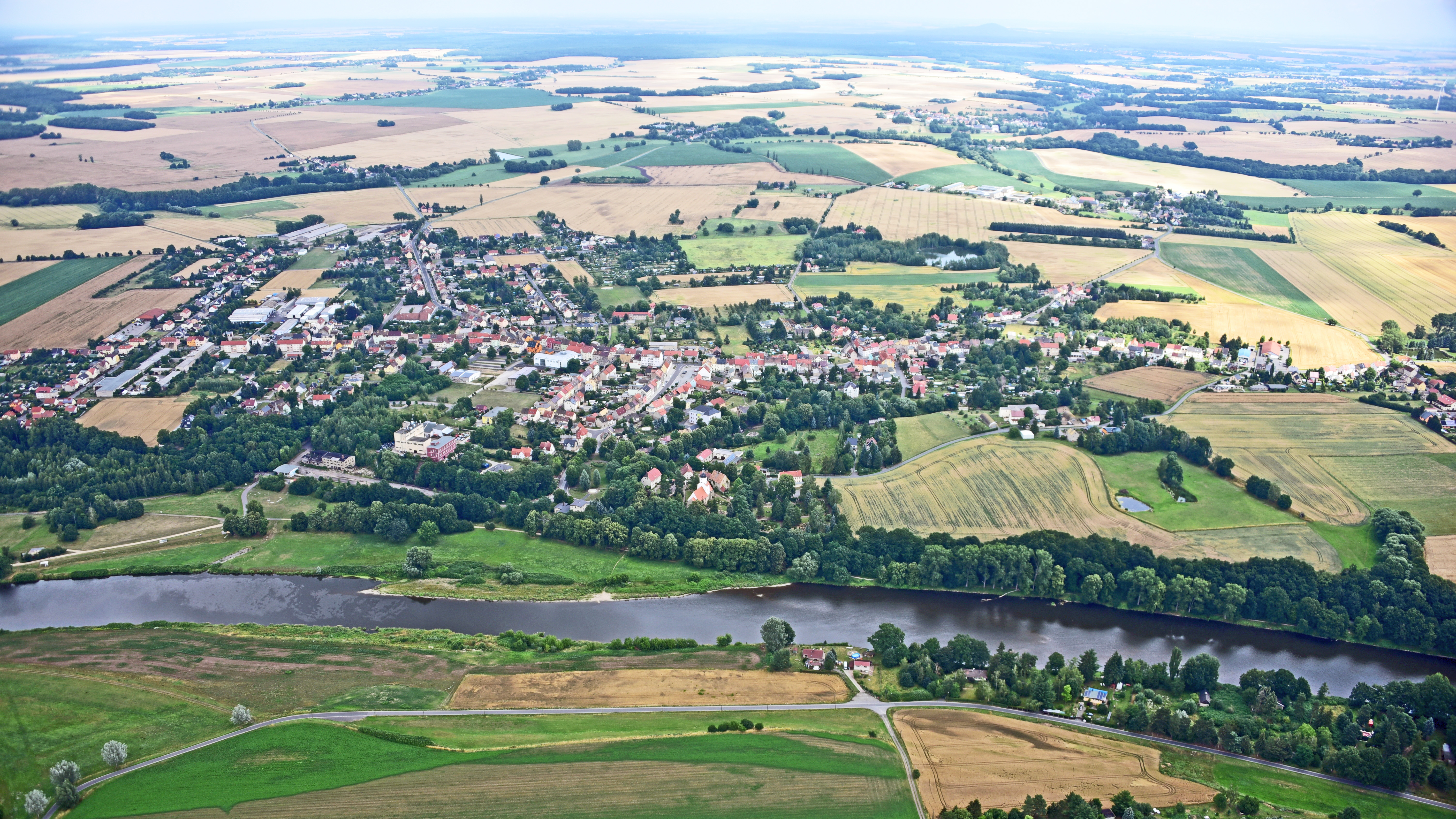
Nerchau, Luftaufnahme (2017)

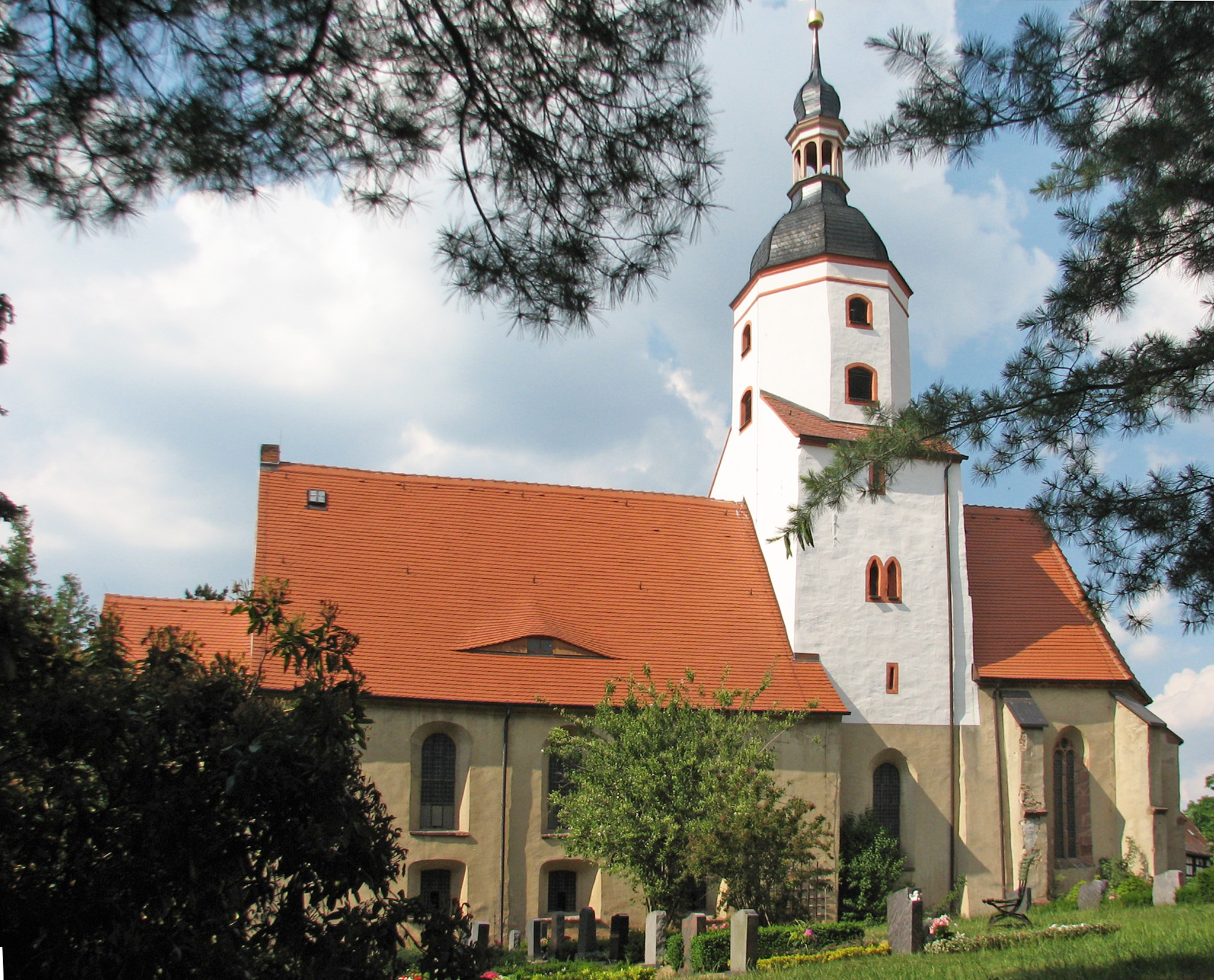
Kirche Nerchau (Juni 2018)

Nerchau liegt im Tal der Vereinigten Mulde zwischen Grimma und Wurzen im Landkreis Leipzig in Sachsen.

## Ortsteile

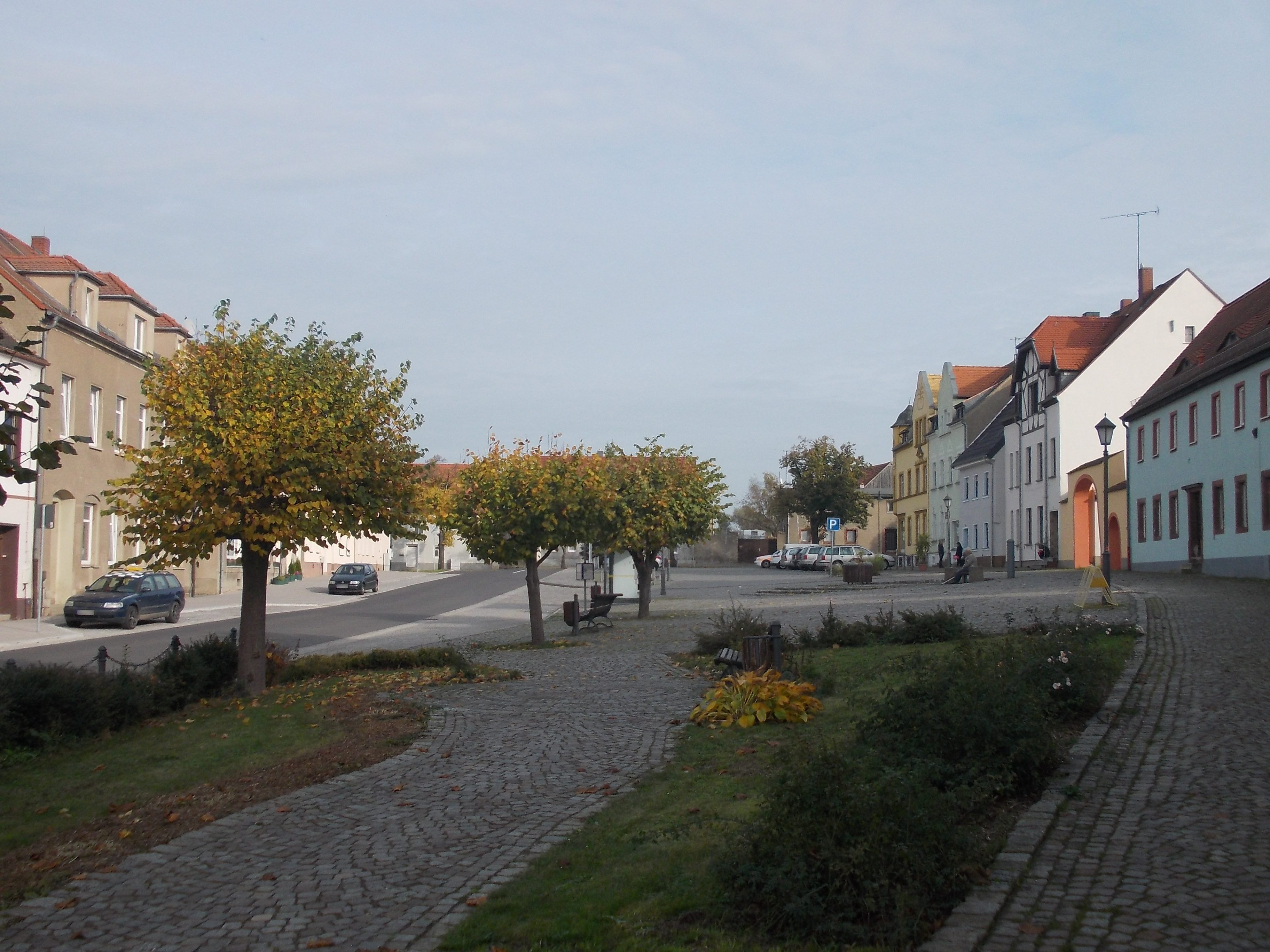
Gänsemarkt

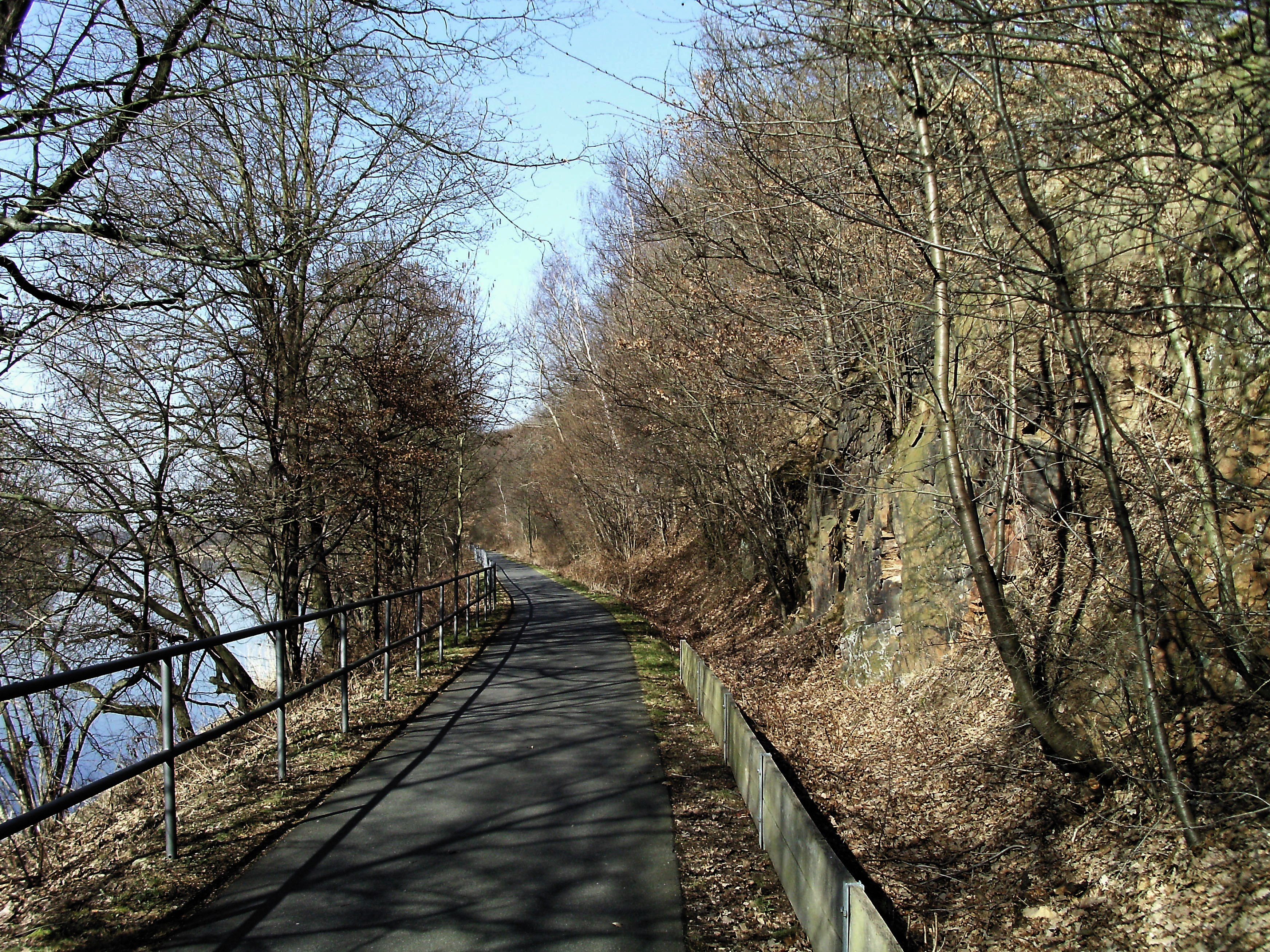
Bahndamm an der Mulde

Ortsteile von Nerchau waren:
- Bahren
- Cannewitz
- Deditz
- Denkwitz
- Fremdiswalde
- Gaudichsroda
- Golzern
- Gornewitz
- Grottewitz
- Löbschütz
- Schmorditz
- Serka
- Thümmlitz
- Würschwitz

## Geschichte
Die Ersterwähnung geschah durch Thietmar von Merseburg im Jahr 974 als Nirichua, welches König Otto II. dem Hochstift Merseburg überlässt.

### Mittelalter
Der heutige Nerchauer Kirchberg bot ehedem mit seiner herausgehobene Lage eine gute Möglichkeit in einem Oval von etwa 120 × 70 Metern einen befestigten Platz, einen Burgward, auszubauen, der den Schutz der nahegelegenen Furt durch die Mulde und der über Leisnig und Wurzen verlaufenden Fernstraße ermöglichte. 1232 wurde der Burgward Nerechowe durch das Erzstift Magdeburg an das Hochstift Naumburg verkauft. Somit ging bei der zwischenzeitlichen Auflösung des Merseburger Bistums 981 Nerchau an das Erzbistum und wurde bei der Wiederherstellung des Merseburger Bistums nicht wieder herausgerückt, was Thietmar in seiner Chronik beklagt. Wie üblich wurde auf dem Burgwardterrain auch eine Kapelle erbaut, aus der Anfang des 11. Jahrhunderts die heutige Sankt-Martins-Kirche hervorging und den seltenen Umstand begründet, dass die Nerchauer Kirche nicht in der Ortsmitte, sondern am äußersten Rand steht. Im Laufe des 15. Jahrhunderts hörte der Burgward auf zu bestehen. Dort erweiterte sich dann das Terrain der Kirche.

### 17.–19.  Jahrhundert
Am Ende des Dreißigjährigen Krieges im Jahr 1648 zählte Nerchau nur noch 300 Einwohner, von 60 Häusern waren noch 10 erhalten. Der Fährmann, der Leute, Tiere und Güter mit seinem Boot über die Mulde beförderte, wohnte bis 1802 auf der Nerchauer Seite in der Kirchstraße 9. Die ältesten Teile dieses Hauses gehen auf das Jahr 1649 zurück. Im Jahr 1803 wurde dann in Wednig ein ufernahes Fährhaus errichtet, wo 1893 auch eine Badeanstalt mit Badehaus entstand. Der Fährbetrieb entlang dem 120 Meter langen Stahlseil über die Mulde wurde 1971 endgültig eingestellt. Im Jahr 1807 erhielt Nerchau Stadt- und Marktrecht. 1813 lagerten Kosaken auf den Muldenwiesen und in der Stadt. Quartiere und Kontributionen wurden gefordert. Die nahe Muldenfurt wurde zum Weiterritt zur Völkerschlacht nach Leipzig benutzt. 1880 wurde die Feuerwehr und 1882 der Schützenverein in Nerchau gegründet. 1886 erfolgte der Neubau der Schule und 1892 wurde die Beamtenschule Nerchau eröffnet. Die Alte Schule befand sich auf der linken Seite am Aufgang zur Kirche. 1896 erfolgte die Fertigstellung des Clarastift in der Gornewitzer Straße 30 als Kinderbewahranstalt (Kindergarten) – heute Sozialstation.

### 20. Jahrhundert

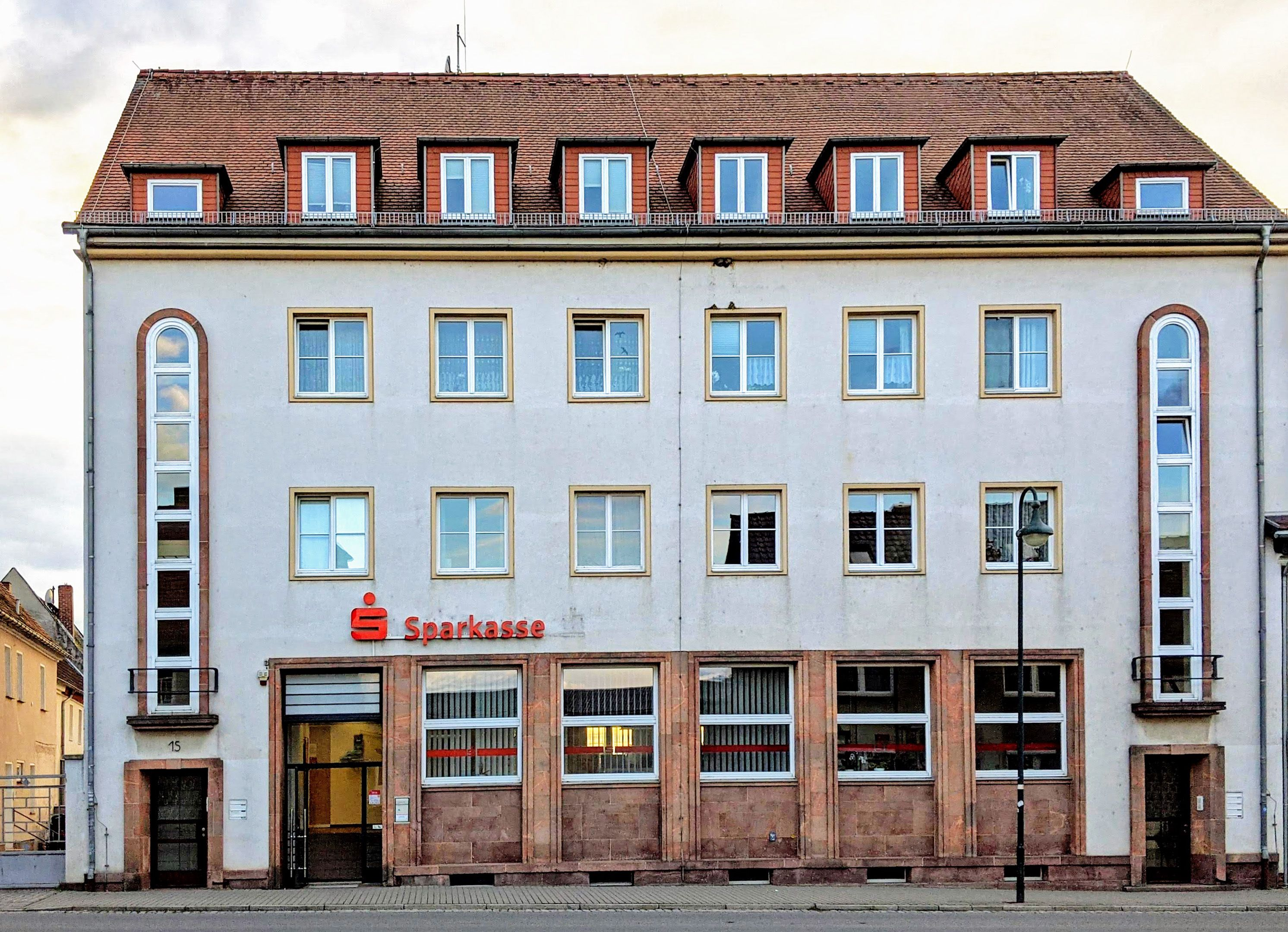
Spar- und Girokasse Nerchau 2021, Entwurf und Ausführung Hugo Koch 1929–30

Im Jahre 1905 wurde die Turnhalle errichtet, 1916 das Städtische Wannenbad im Wiesental eröffnet. Im Jahr 1928 bestehen in der Stadt 32 Vereine, von A (Arbeiter-Samariter-Kolonne) bis Z (Züchterverein für Geflügel) und eine Sanitätskolonne. Ferner 10 Fabriken, 9 Bäckereien, 6 Fleischereien, 14 Kolonial- und Materialwarenhandlungen, 11 Töpfereien sowie 11 Gasthöfe, 3 Cafés und 4 Tankstellen. Dazu kamen ein halbes Dutzend Seilereien und mehrere Ziegeleien.
1904 wurde in der Eisenbahnstraße die auf Steinkohlen-Verschwelung basierende Gasanstalt mit einem Gasometer von 500 Kubikmeter in Betrieb genommen und 1909 nach Errichtung des Wasserwerks begann das Anschließen der Grundstücke in der Stadt.
Das Gebäude des heutigen Kommunalen Kindergartens in der Jahnstraße 12 wurde 1938 nach Entwürfen des Architekten Hugo Koch erbaut, dem Nerchau außer einer von ihm im Wiesental 1921 schlicht gestalteten Kriegergedenkstätte für die 124 Gefallenen des Ersten Weltkriegs eine Reihe bemerkenswerter Bauten zu verdanken hat – so zum Beispiel die Sparkasse (1930), das Wohnhaus mit Arztpraxis Dr. Fritzsche (1934) in der Gornewitzer Straße 34 (heute Ärztehaus), Doppelwohnhäuser in der Jahnstraße 5/7 bzw. 9/11 (1933) und die Kleinhaussiedlung Am Graben (1934). Koch betreute ebenfalls die Umbauten der Beamten- sowie der Mittelschule (1927–1930 und 1947).
Am 23. Oktober 1943 kam es zu zahlreichen Bränden und Gebäudeschäden nach dem Abwurf anglo-amerikanischer Spreng- und Brandbomben. Die Kartonagenfabrik Rommel & Co. wurde vollständig, die Farbenwerke teilweise ausgebombt, aber auch Güter am Marktplatz erhielten Treffer.
Nachdem kurz vor Kriegsende ein fanatischer Volkssturmmann vom östlichen Bahndamm aus einen amerikanischen Soldaten an der Wedniger Fähre von seinem Motorrad herunterschoss, erfolgte am 19. April 1945 ein gezielter Beschuss Nerchauer Gebäude durch US-amerikanische Artillerie- und Panzergranaten. Die Geschosse beschädigten die Kirche mit den bleigefassten farbigen historischen Fensterverglasungen, das Obergeschoss der Hauptschule und die Villa Georg Bartsch nordöstlich des Bahnhofs, welche komplett niederbrannte. Auf dem Markt in Nerchau detonierte mitten in dem dort auf Einweisung in Quartiere wartenden Flüchtlingstreck eine Panzergranate und tötete zahlreiche Frauen und Kinder. Sie wurden in einem Massengrab auf dem Nerchauer Friedhof (am Wegekreuz) beigesetzt. Nerchau wurde zunächst am 26. April 1945 von amerikanischen, ab 5. Mai 1945 von russischen Truppen eingenommen und war kurze Zeit Kommandanturstandort der Sowjetarmee. Der Zweite Weltkrieg kostete 189 Bürgern Nerchaus das Leben.

### DDR
Am 1. Januar 1952 wurde die bis dahin eigenständige Gemeinde Gornewitz eingegliedert, 1964 die Gemeinde Grottewitz mit den Ortsteilen Zaschwitz und Löbschütz. Mit Abrissziegeln der ausgebrannten Villa Bartsch wurde auf der Basis des Nationalen Aufbauwerks (NAW) 1954/1955 ein neues Umkleidegebäude auf dem Sportplatz errichtet. Ebenfalls 1954 erfolgte an der Turnhalle der Anbau einer Kegelbahn, die 1971 baulich erweitert und 1985 technisch modernisiert wurde.
Die Arbeiterwohnungsbaugenossenschaft (AWG) baute 1959 in der Straße der DSF – heute Neichener Straße – 24 Wohnungen, und 1967 entstanden als Neubau in der Grimmaischen Straße 18 kommunale Wohnungen. In NAW-Initiative wurde eine 1967 eingeweihte Minol-Tankstelle in der Gornewitzer Straße gebaut. Dem Nerchauer Kinoleiter Siegfried Schmidt, der bereits Anfang der 60er Jahre Freiluft-Filmvorführungen auf dem Sportplatz zu veranstalten begonnen hatte, ist es maßgeblich zu verdanken, dass ab 1969 die Parkbühne Nerchau auf dem Gelände der ehemaligen Villa Bartsch als attraktive Spielstätte der Sommerfilmtage zur Verfügung stand.
Am 5. Oktober 1974 feierte Nerchau das Jahr seiner Ersterwähnung vor 1000 Jahren mit einem großen Festumzug. In der Festwoche wurde das rekonstruierte Kulturhaus der Öffentlichkeit übergeben. Im Herbst 1977 erfolgte aus dem Saal des Kulturhauses eine Live-Übertragung der die Stadt porträtierenden Hörfunk-Sendung Alte Liebe roste nicht. 1985 wurde nach umfangreicher Rekonstruktion des alten Lichtspieltheaters das erste Kino-Café des Bezirks Leipzig eröffnet.

### Freistaat Sachsen
Durch die Eingemeindung von Fremdiswalde mit Gaudichsroda, von Cannewitz mit den Ortsteilen Denkwitz, Thümmlitz und Serka, sowie von Golzern mit Bahren und Deditz im Jahr 1994 betrug die Einwohnerzahl 4400. Am 21. Januar 1998 wurde das Haus der Jugend und des Sports, Jahnstraße 12a, eingeweiht und am 21. Oktober 2000 im Rahmen der Neugestaltung des Marktes der Gänsebrunnen. Im Jahr 2003 wurde das neu erbaute Bürgerzentrum der Öffentlichkeit übergeben. Mit dem 1. Januar 2011 erfolgte die Fusion mit Grimma.

### Bürgermeister der Stadt Nerchau
- 1868 – 1890: Ferdinand König
- 1890 – 1902: Emil Kaulisch
- 1902 – 1922: Konrad Leicht
- 1922 – 1933: Alfred Ackermann
- 1933 – 1945: Paul Haferkorn
- 1945 – 1945: Alfred Ackermann
- 1945 – 1950: Oskar Henschel
- 1950 – 1953: Walter Richter
- 1954 – 1959: Max Beurich
- 1959 – 1977: Arthur Hecht
- 1977 – 1990: Sigrid Lorius
- 1990 – 2010: Uwe Cieslack[15]

## Regelmäßige Veranstaltungen
- Mulde-Regatta (August)
- Muldentalhalbmarathon Wurzen–Grimma (April)
- Gänsefest (November)
- Airlebnistage (September/Oktober)

## Verkehr
Ursprünglich hatte Nerchau eine zweifache Anbindung an die Eisenbahn: Einerseits mit der 1877 eingeweihten und 1969 für den Personenverkehr stillgelegten Teilstrecke Golzern-Wurzen der ehemaligen Bahnstrecke Glauchau–Wurzen (Muldentalbahn) und andererseits mit einem Haltepunkt für den Ortsteil Gornewitz an der von 1888 bis 1967 existierenden Schmalspurbahn Mügeln–Neichen. Zur Zeit der Eröffnung der Muldentalbahn besaß Nerchau ab 1878 zunächst nur eine Station für Personen- und Güterverkehr in Neichen, die 1879 die Bezeichnung Nerchau-Trebsen erhielt. Erst 1903 wurde ein eigener, am westlichen Stadtrand gelegener Haltepunkt errichtet, der im Mai 1908 als vollwertiger Bahnhof eröffnet wurde und dessen Anlagen auch dem unbeschränkten Güterverkehr dienten. In den Jahren 1953 bis 1956 erhielt die Farbenfabrik Nerchau ein von der Muldentalbahn abgezweigtes Anschlussgleis, welches 40 Jahre später wieder zurückgebaut wurde.
Das Kursbuch der Deutschen Reichsbahn vom Sommer 1966 verzeichnete für die Strecke 146b Grimma unterer Bahnhof – Wurzen zum Nerchauer Bahnhof zwischen 4:11 Uhr und 20:14 Uhr zehn Ankünfte und Abfahrten von Personenzügen pro Tag – für die Schmalspurbahn-Strecke 164f Neichen – Mügeln – Oschatz zum Haltepunkt Nerchau-Gornewitz zwischen 7:26 Uhr und 19:51 Uhr 14 An- und Abfahrten im Personenverkehr.
Südlich von Nerchau verläuft die Bundesautobahn 14, die nächstgelegenen Anschlussstellen sind Grimma und Mutzschen. 1968 begann der Autobahnneubau mit der 30 m hohen Muldenbrücke Nerchau Gestalt anzunehmen. Am 5. Oktober 1971 wurde die 342 m lange Autobahnbrücke übergeben.

## Wirtschaft
Jahrhundertelang bis heute haben Ackerbau und Viehwirtschaft den Erwerb vieler Nerchauer Bewohner und damit das Gepräge einer Ackerbürgerstadt bestimmt. Viele Güter befanden sich unmittelbar am Marktplatz, wo heute der Gänse-Brunnen an Gänse-Nerche – den sächsischen Spottnamen der Stadt – erinnert, der in Unterscheidung zur Kuhmutzschen genannten Nachbarstadt Mutzschen von Bedeutung war. Zu Nerchau gehörte früher ein gemeindeeigener Gänsehirt, der große Scharen des Federviehs am Communeteich auf den Muldenwiesen hütete und sie vor Weihnachten zur Vermarktung bis nach Leipzig trieb.

### Farben-, Lack- und Pigmentherstellung, Keramische Kunstanstalt
Nerchau ist vor allem durch die 1834 von den Gebrüdern Hessel gegründete Farbenfabrik überregional bekannt, die zu den Deutschen Amphibolin-Werken Dr. Murjahn (DAW-SE), Ober-Ramstadt gehört und davor bis 1990 zuletzt als VEB Kali-Chemie Farbenfabrik Nerchau mit ca. 250 Beschäftigten einer der Hauptarbeitgeber der Region war. Als Betriebsteil war sie damit dem Stammbetrieb des Kombinats Lacke und Farben angegliedert. Ihren Ausgang hatte die Farben- und Pigmentfabrikation mit dem von Friedrich Carl Hessel betriebenen Handel von Ocker- und Grünerden genommen, die in umliegenden Sand- und Tongruben abgebaut wurden. Um 1880 wurde eine Grünerde-Grube in der Nähe von Döbeln dazugekauft.
1886 erfolgte die Gründung der Lackfabrik Hessel, Foll & Co. als verwandtschaftliches Zweigunternehmen zur Herstellung von Lackfarben durch die Herren Hermann Hessel, Ferdinand Foll und Wilhelm Eidemüller. Die Fabrik produzierte Öllackfarben; das Nerchauer Weiß wurde bald zu einem Begriff unter Fachleuten. 1891 erfolgte die Umwandlung der zuerst gegründeten offenen Handelsgesellschaft Friedrich & Carl Hessel in eine Aktiengesellschaft. 1906 zerstörte ein Großfeuer große Teile der Hessel AG-Farbenwerke. Die Firma beschäftigte mehr als 150 Beschäftigte und war die größte Farbenproduktion Sachsens sowie einer der führenden Farbenhersteller Deutschlands. Man produzierte Farben für Tapeten-, Wachstuch-, Leder- und Seifenfabriken, Kutschenlacke, Dekorationslacke, später folgten Künstlerfarben. Der Volksentscheid in Sachsen 1946 führte 1947 zur Enteignung der Farbenwerke Friedrich & Carl Hessel AG, der Lackfabrik Hessel, Foll & Co, der Ferdinand Foll, Keramische Kunstanstalt sowie eines 1942 ausgelagerten Teilbetriebs der Lackfabrik Hermann Wülfing, Wings Lackfabrik, Wuppertal-Vohwinkel, die alle zu Volkseigentum erklärt wurden. Es entstanden die Vereinigte Farben- und Lackfabriken Nerchau (VeFaLaN).
1949 bis 1952 wurden im in der Ortsmitte befindlichen Werk 1 Anlagen zur Produktion von Eisenoxidrot Fe2O3- und Eisenoxidgelb FeO(OH)-Pigmenten sowie 1965 auch für Eisenoxidschwarz Fe3O4 errichtet. Zur Herstellung brachte man Eisen- bzw. Stahldrehspäne durch Salzsäure- und Dampf-Einwirkung forciert zur Oxidation. Zusammen mit der zur Neutralisation nötigen Natronlauge und der Braunkohle für das Kesselhaus gingen von diesem Betrieb starke Beeinträchtigungen der Umwelt aus, die ihren Gipfel in 1959 errichteten, ausgedehnten, mit rotem Eisenoxidschlamm gefüllten Rückhalte-Becken/ Klär-Teichen am Muldenufer fanden. Der im Werk beim Oxidationsprozess entweichende Wasserstoff ergab zusammen mit der Außenluft ein explosives Knallgas-Gemisch. Deshalb galt im Betriebsgelände absolutes Rauchverbot. Dennoch kam es am 1. August 1956 zu einer Explosion mit Großbrand in der Eisenoxidrotanlage. 1967 wurde das Gebäude des Pigmenttechnikums errichtet, in dem zu Forschungszwecken über mehrere Etagen reichende Versuchsanlagen entwickelt werden konnten. 1969 wurde nach einer Kesselhavarie das Braunkohle-Heizwerk rekonstruiert und erweitert, an das mit Fernwärmeleitungen nicht nur das Werk 2 in der Nordstraße, sondern auch die Abziehbilderwerke und kommunale Einrichtungen wie Turnhalle/Kegelbahn sowie die Saalheizung im Gasthof Goldener Stern angeschlossen wurden. Der damals erbaute 60 Meter hohe Schornstein mit einem Wasserhochbehälter von 200 Kubikmetern prägte weithin sichtbar die Stadtsilhouette. Bis auf das ehemalige Sozial- und Werkleitungsgebäude und den Bau des Pigmenttechnikums wurden von 1994 bis 1996 die gesamten Anlagen des Werk 1  demontiert, gesprengt und dem Erdboden gleichgemacht.
Die Erzeugnisbreite des Werk 2 in der 1886 gegründeten Lackfabrik war ab 1950 stark erweitert worden und reichte bis 1990 von Künstlermalfarben in Öl, Gouache und Aquarell über Plakatfarben, Abtönpasten, Kunststoffeinfärbepasten bis zu Schulmal- und Trickfilmfarben in insgesamt über 70 Farbtönen. Anfang 2013 wurde die Lukas Nerchau Farben GmbH vom britischen Unternehmen Daler-Rowney übernommen und ist seit 2016 ein Teil der italienischen F.I.L.A. Group. Die Produktpalette des heutigen DAW Werks in der Neichener Straße gliedert sich in Bautenfarben, (u. a. Farben für den Denkmalschutz, Vollton- und Abtönfarben etc.) und Industriefarbkonzentrate.
Neben der Farbenfabrikation spielte die mit 120 Beschäftigten seit 1899 tätige Firma Ferdinand Foll – Kunstanstalt für keramischen Buntdruck eine wesentliche Rolle unter den Nerchauer Industriebetrieben. Hier wurden Schiebe- und Abziehbilder für Dekors der Keramikindustrie zunächst im Lithografie-, später im Offsetdruck- und Siebdruckverfahren gefertigt. Von 1951 bis 1966 hieß der Betrieb Vereinigte Abziehbilderwerke Leipzig-Nerchau-Saalfeld und danach VEB Technodruck. Der Betrieb war in der DDR der alleinige Hersteller von einbrennbaren Schiebebildern für die gesamte Porzellan-, Glas- und Emailleindustrie. Die im Juli 1990 gegründete GmbH wurde im März 1996 aufgelöst.

### Weitere Industrien

Stempel der Photographiekarten- und Kartonpapierfabrik Oscar Rommel & Co., ca. 1915

Zu weiteren Industriebetrieben Nerchaus gehörten die 1887 gegründete Photographiekarten- und Kartonpapierfabrik Oscar Rommel & Co. GmbH in der Alten Fabrikstraße, später bekannt als Buntpapier- und Kartonagenfabrik OROCO – Oscar Rommel & Co mit 110 Beschäftigten und einem bis 1994 bestehenden Produktionssortiment von Plakatkartonpapieren, Fotoalben, Etiketten und Preisschildern sowie die 1904 etablierten Buchbinder und Goldschnittmacher Pönisch & Drechsel – Fabrik für Kartonpapier und Fotografiekarton in der Eisenbahnstraße. Hier wurden in eigener Steindruckerei, Schnittmacherei und Prägerei Passepartouts, Fotomappen, Büttenkartons, Reklamekalender, Glas- und Holzwechselrahmen hergestellt. Einen besonderen Rang nahm die 1893 erbaute Schamotte-Ofen- und Tonwarenfabrik Arthur Thomschke in der Mulden-, heute Schützenstraße ein. Hier wurden bis 1977 mit über 100 Glasuren versehene Ofenkacheln für transportable als auch ortsfeste Kachelöfen von Ein- und Mehrraum-Heizungen sowie Schamotte- und Keramikelemente für kompakte wärmespeichernde Elektroöfen geformt und gebrannt. In Nerchau gab es neben Lehm- und Tongruben, der Nerchauer Zementwarenindustrie Richard Hessel/Amandus Mehlhose, Schmidts Dampfziegelei, Kirchstraße 13, die Dampfsägewerke Franz Schuster und Emil Schwalbe, Cannewitzer Straße 22; Otto Pfütze und Curt Pfütze, Gornewitzer Straße 35; die 1886 gegründete Rudolf-Morgeneyer-Klemm-Mappen-Fabrik RUMONA, die Seilerei-Betriebe Paul Herrfurth, Cannewitzer Straße 2 und Alfred Pflaume, Hauptstraße 26, den seit 1870 tätigen Seifen- und Knochenleimhersteller Hugo Lißner & Co., Neichener Straße 91 sowie die Motormühle Otto Schultz, Würschwitzer Straße 33. Dampfmaschinen und Kompressoren fertigte und wartete die 1920 gegründete Firma Friedrich Zimmermann & Sohn in der Eisenbahnstraße 7. Die 1946 gegründete Hans Fabian – HAFA-Likörfabrik in der Hauptstraße 9 erweiterte ihren Geschäftsbereich 1954 zu einer Mosterei/Kelterei mit saisonal bis zu 25 Beschäftigten, wurde 1972 enteignet und zum VEB Obstkelterei umgewandelt, der zunächst dem Kreis Grimma, später dem VEB Feinkost Leipzig und schließlich 1984 einer volkseigenen Großkelterei in Rötha unterstellt wurde. Die Annahme und Verarbeitung von Beeren und Kirschen musste 1981 auf Grund technischer Probleme eingestellt und die Verarbeitung von Äpfeln nach Ablaß ausgelagert werden. Von den jeweils 1920 bis 1929 und 1934 bis 1991 existierenden etwa 700 Arbeitsplätzen der über ein Dutzend Nerchauer Fabriken sind nach der Jahrtausendwende bei DAW als einzigem erhaltenen Industriebetrieb lediglich noch etwa 60 vorhanden.
Seit 2011 ist in Nerchau die Brauerei Nerchauer Brauhaus aktiv. Neben anderen Sorten wird hier die seit dem 16. Jahrhundert bekannte regionale Spezialität Nerchauer Pumpernickel gebraut.

## Sehenswürdigkeiten
- St. Martin (Nerchau)

## Söhne und Töchter Nerchaus und Persönlichkeiten, die mit der Stadt in Verbindung stehen

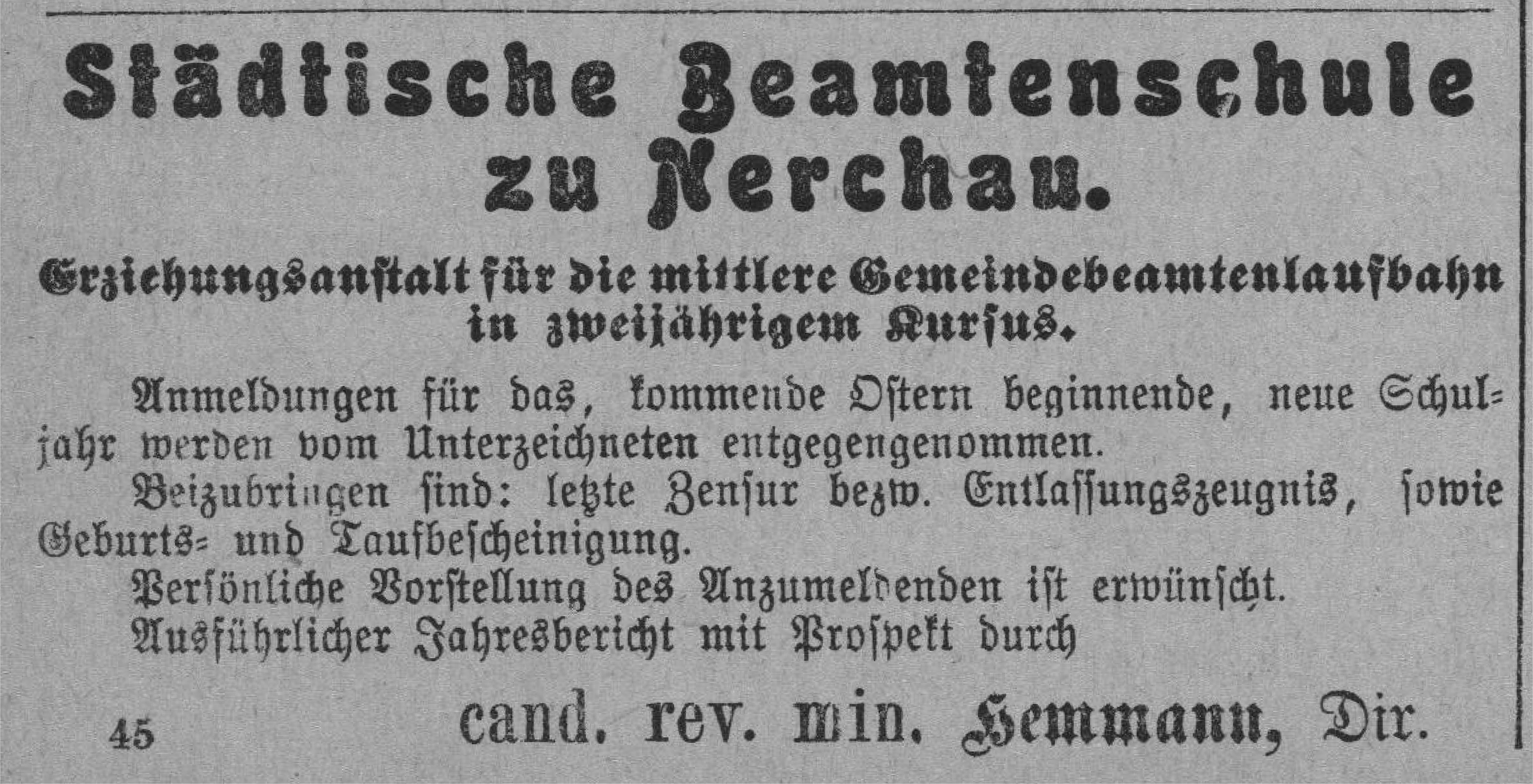
Werbung der Städtischen Beamtenschule (1906)

- Johann Winckler (1642–1705), lutherischer Theologe, Hauptpastor der Hauptkirche Sankt Michaelis (Hamburg)
- Christian Gottlieb Kluge der Ältere (1699–1759), evangelischer Theologe
- Wilhelm Ehregott Oehmichen (um 1809–1851), deutscher Politiker
- Friedrich Gerstäcker (1816–1872), in Hamburg geborener Schriftsteller, verkehrte im ehemaligen Gasthof Gambrinus am Saumarkt
- Theodor Kösser (1854–1929), Architekt
- Paul Eduard Freygang (1863–1924), Architekt und kommunaler Baubeamter
- Curt Grottewitz, bürgerlich Max Curt Pfütze, (1866–1905), Naturwissenschaftler, Schriftsteller und Germanist; Begründer der Arbeiter-Wanderbewegung
- Hugo Koch (1883–1964), in Glauchau geborener Architekt, Autor von Werken zur Gartenkunst
- Curt Winkler (1903–1974), Maler und Grafiker
- Friedhelm Döhler (1908–1968), Hornist
- Bruno Pfütze (1912–1945), SS-Führer im KZ Auschwitz
- Ruth Fabian, geborene Fritzsche (1916–2025), 108-jährige Bürgerin
- Werner Arnold (1920–2000), Bergbauingenieur und Hochschullehrer
- Siegfried Fischer (1920–1980), in Nerchau geborener, in Karl-Marx-Stadt verstorbener Schriftsteller (u. a.: Das Mädchen mit dem Medaillon, Der Fall Courbet)
- Wolfgang Sieber (* 1929), in Nerchau geborener Industrieökonom und Verfasser der stadtgeschichtlichen Darstellung Nerchauer Memoiren (1993)[33]
- Kessler-Zwillinge: Alice und Ellen Kessler (* 20. August 1936 in Nerchau, Jahnstr.11; bürgerlich Kaessler), Tänzerinnen und Schauspielerinnen; Ehrenbürger von Nerchau
- Ekkehard Göpelt (1945–2016), Schlagersänger und Moderator
- Rosmarie Poldrack, geborene Hartmann (* 1955), Ärztin und Umweltschützerin

## Varia
- Im Dezember 2004 erfolgte nach 4-monatiger Bauzeit die Verkehrsfreigabe des überwiegend die alte Bahntrasse nutzenden Muldentalbahn-Radweges zwischen Grimma und Wurzen.[34] Nerchau und die Kirche Nerchau sind eine Station auf dem Muldentalradweg und dem Muldentalbahnradweg.[35]
- Vom 1. bis 5. Mai 2024 feierte Nerchau mit einer Festwoche sein 1050-jähriges Bestehen.[36]

## Zitat – Humoristische Namensdeutung
„Es war wie immer vor langer, langer Zeit, da lebten hier Mensch und Tier noch unter einem Dach. Jeder kannte seine Viecher wie seine eignen Kinder. Hatte mal eens ä kleenes Wehwehchen oder 'ne Kuh wollte nicht kalben, brauchten se keen Tierarzt, nee, das machten se alles selber. Natürlich wollten nun de studierten Veterinärmediziner aus Leib'zch gerne mal sehen, wie sowas funktioniert. Also wurde ä großes Treffen an der Mulde vereinbart. Tagsüber ham se gefachsimpelt und am Abend wurde in der Sonne tücht'ch gefeiert. Gegen Mitternacht war'n se sich alle einig: Das war seit langer Zeit de scheenste Veterinärschau! Seit der Zeit heißt Nerchau Nerchau!“